# Gao od Xije
Gao (kineski 皋, Gāo) bio je kralj drevne Kine iz dinastije Xije, 15. vladar te dinastije. O njemu se ne zna mnogo.
Bio je sin i nasljednik nemoralnog Kong Jije. Nije nam poznato ime Gaove žene, ali se zna da je imao sina zvanog Fa, koji ga je naslijedio. Gaov je unuk bio kralj Jie.
U 3. godini svoje vladavine, Gao je vratio na stari položaj plemića Tunweija, kojeg je s tog položaja maknuo Gaov otac.